# Lycinus longipes
Lycinus longipes is een spinnensoort in de taxonomische indeling van de bruine klapdeurspinnen (Nemesiidae).
Lycinus longipes werd in 1894 beschreven door Thorell.